# Einar Lund Jensen
Einar Lund Jensen (* 1949 in Sisimiut) ist ein grönländischer Eskimologe.

## Leben
Einar Lund Jensen studierte Geschichte und Grönländisch an der Universität Aarhus. Er arbeitete als Lehrer in Kuummiit und Aasiaat. Eine Zeitlang war er Leiter von Det Grønlandske Hus in Kopenhagen. Von 1997 bis 2001 war er Leiter des grönländischen Teilbereichs des Dänischen Nationalmuseums. Anschließend arbeitete er am SILA, dem archäologischen und anthropologischen Grönlandforschungszentrum des Nationalmuseums. Er schreibt wissenschaftliche Werke vor allem zur grönländischen Siedlungsgeschichte im 19. und 20. Jahrhundert. Er ist zudem der Autor einiger wissenschaftsbasierter Bilderbücher für Kinder.

## Werke (Auswahl)
- 1975: Grønland og EF – en undersøgelse af EF-debatten i Grønland og dens sammenhæng med den grønlandske debat om hjemmestyre frem til februar 1975
- 1999: Anersaartorfik / Åndehullet (Illustrationen von Kristian Olsen)
- 2003: Grønlændernes land
- 2005: Grønlændernes dyr og planter
- 2005: Grønlænderne og naturen
- 2006: Hans Lynge – en grønlandsk kulturpioner (Herausgeber mit Bodil Kaalund, Inge Lynge und Robert Petersen)
- 2008: Nivi anorersuartumi / Nivi i stormvejr (Illustrationen von Nuka K. Godtfredsen)
- 2010: Nunarput (Lærervejledning) (mit Jørgen Steen)
- 2011: Nunarsuaq qanga / Verden i gamle dage (Lærervejledning)
- 2011: Cultural encounters at Cape Farewell – East Greenland immigrants & the German Moravian mission in the 19th century (mit Kristine Raahauge und Hans Christian Gulløv)
  - 2012: Kulturmøder ved Kap Farvel – De østgrønlandske indvandrere og den tyske Brødremission i det 19. århundrede
- 2012: Oqaluttuarisaanerput – Vores historie (mit Jørgen Steen)
- 2013: Østgrønlandske indvandrere og mødet med den tyske Brødremission I Kap Farvel området I 1800-tallet
- 2014: Uiarnerit – 1800-kkunni Tunumiit Nunap Isuata eqqaanut nunasiartortunik oqaluttuat
  - 2014: Rejsen til landets ende – historier om 1800-tallets indvandring fra Østgrønland til Kap Farvel
- 2017: Grønland. Den arktiske koloni
  - Nyordning og modernisering 1950–1979
  - Fra hjemmestyre til selvstyre 1979–2009 (mit Jens Heinrich)
- 2018: Boplads – udsted – koloni? – en undersøgelse af diskussionen i Grønland om bosættelsespolitikken 1911–1952
- 2020: Historisk udredning om de 22 grønlandske børn, der blev sendt til Danmark i 1951 (mit Daniel Thorleifsen und Sniff Andersen Nexø)